# 후베르투스 판 무크
후베르투스 요하네스 "훕" 판 무크(네덜란드어: Hubertus Johannes "Huib" van Mook, 인도네시아어: Hubertus Johannes van Mook, 1894년 5월 30일 ~ 1965년 5월 10일)는 네덜란드령 동인도의 총독 대행이었다. 그는 태평양 전쟁 발발 직후인 1942년부터 인도네시아 독립전쟁 때까지인 1948년까지 네덜란드령 동인도 총독에 부임했다. 판 무크에게는 함선 추진력을 매사추세츠 공과대학교에서 해양 공학을 공부한 코르넬리우스 판 무크(Cornelius van Mook)라는 아들이 있었다. 그는 또한 총독으로 부임할 당시에 거주하던 자와섬에 대해서도 썼으며 코타게데(자와어: Kuthagedhé, Kutha Ngayogyakarta, 인도네시아어: Kotagede, Yogyakarta)에 관해 쓴 그의 기록은 지역 민담에 대한 실험과 기록을 수용할 수 있는 식민지 총독으로써의 면모를 보여주고 있다.

## 일생
판 무크는 자바섬 스마랑 출신으로 네덜란드령 동인도에서 태어난 수많은 네덜란드 사람들과 인도인처럼 그는 식민지, 특히 자바를 그의 고향으로 생각하였다. 일본의 인도네시아 점령이 있던 1942년, 판 무크는 네덜란드 동인도 회사에 의해 그 지역의 총독으로 임명되었지만 당시 네덜란드령 동인도는 망명 정부였고, 그 수도는 오스트레일리아의 브리즈번 인근이었다. 인도네시아 민족주의에 대한 그의 자유스러운 경항과 열정 때문에 많은 보수적인 네덜란드인들은 그의 정책을 불신했고, 그는 총독의 모든 명칭을 부여받지 못했다. 네덜란드 정부가 나치 독일의 침공과 점령으로 그 위치가 약해졌기 때문에 대부분의 동인도 회사가 일본의 항복 이후 다시 수행한 임무들은 오스트레일리아와 영국군에 의해 진행되었다. 오스트레일리아 군대가 소규모의 저항을 통해 외부 지역을 점령하는 것을 계승하는 동안, 자바와 수마트라의 영국군은 수카르노와 모하마드 하타가 이끄는 강경한 인도네시아 공화국에 의해 도전을 받게 되었다.

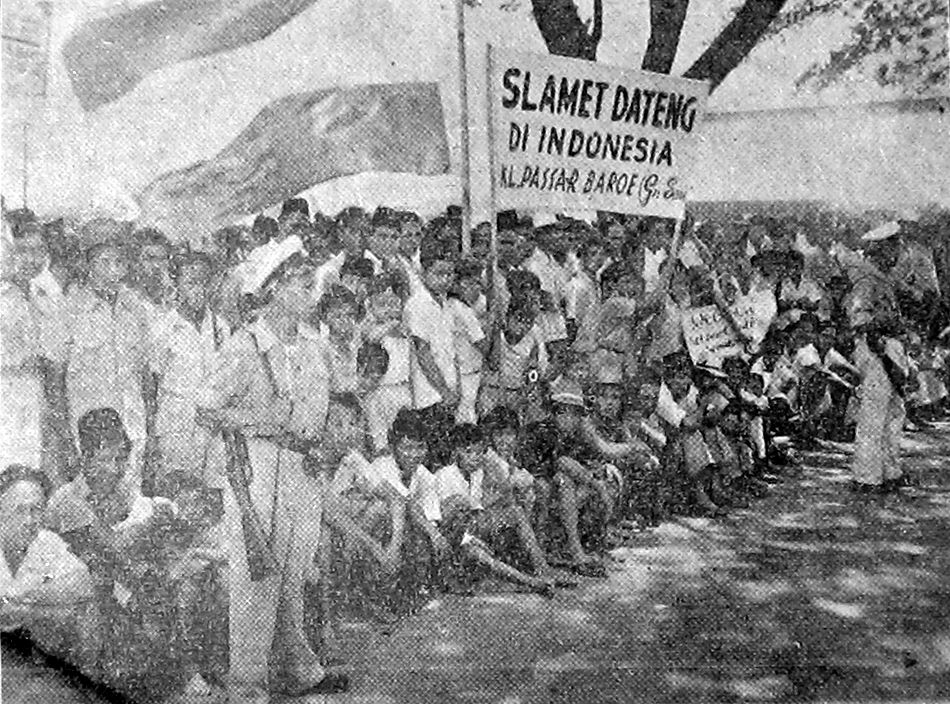
판 무크의 귀환을 기다리는 인도네시아인들.

1945년 10월 1일, 판 무크는 네덜란드령 동인도 민간 행정부의 관리들과 함께 자바로 귀환했다. 그러나 그들의 존속은 네덜란드 식민 통치의 복구에 반대하는 인도네시아 인들의 분노를 자아냈다. 그는 인도네시아의 독립을 당연한 것으로 받아들이는 동안, 그는 네덜란드와의 강력한 정치적 경제적 관계를 통한 연방 인도네시아 합중국을 지지했다. 그는 수카르노의 공화국이 경제적으로 서투르고 인도네시아 화교, 인도네시아 인도인, 그리고 새로 떠오르는 인도네시아 공산당을 막아줄 수 없을 것이라 보았다.
위의 요인들과 체리본 협정 (링가자티 협정)의 위반은 네덜란드령 동인도 정부가 1947년 프로덕트 작전이라는 경찰 행동을 개시하는 것을 촉진시켰다. KNIL와 왕립 네덜란드 육군이 자바 섬과 수마트라 섬 대부분을 점령하였고 인도네시아 공화국군은 약간의 저항만 있었을 뿐 큰 영향을 미치지는 못했다. 그러나, 네덜란드는 휴전을 요청한 유엔 안보리와 미국으로 인해 공화국 전체를 정복시키는 것은 포기했다. 이것은 1948년 1월의 휴전 선언과 공식적인 정전으로 이어졌다. 그 결과로 네덜란드 내부 문제로 간주되었던 것들이 국제적인 차원으로 옮겨가게 되었다.종전 협정으로 불리는 렌빌 협정은 인도네시아 군이 네덜란드군이 점령한 영토에서 철수하는 것과 판 무크 선이라 불리는 휴전선의 설립을 규정했다. 그러나 시간이 지난 후, 인도네시아 군대는 비밀스레 휴전 지역으로 되돌아와서 게릴라 작전을 수행했다. 이것은 크라이 작전이라 불리는 1948년 12월의 경찰 행동으로 이어졌다. 이후 1949년 인도네시아는 공화국으로 독립하였다.
판 무크는 이후 유럽으로 되돌아왔으며, 1965년 5월 10일 프랑스 남부에서 사망하였다.

## 참조
- Bayly, Christopher; Harper, Tim (2007). 《Forgotten Wars: The End of Britain's Asian Empire》. Allen Lane. ISBN 0-7139-9782-6.
- Cheong, Yong Mun (1982). 《H.J. Van Mook and Indonesian Independence: A Study of His Role in Dutch-Indonesian Relations, 1945-48》. The Hague: Nijhoff.
- Kahin, George McTurnan (1952). 《Nationalism and Revolution in Indonesia》. Cornell University Press. ISBN 0-8014-9108-8.
- Kahin, George McTurnan; Audrey Kahin (2003). 《Southeast Asia: A Testament》. London: Routledge Curzon. ISBN 0-415-29975-6.
- Ricklefs, M.C. (1993). 《A History of Modern Indonesia Since c. 1300》. San Francisco: Stanford University Press.
- Spruyt, Hendrik (2005). 《Ending Empire: Contested Sovereignty and Territorial Partition》. Ithaca, New York: Cornell University Press.
- Zweers, L. (1995). 《Agressi II: Operatie Kraai. De vergeten beelden van de tweede politionele actie》. The Hague: SDU Uitgevers. 2012년 2월 8일에 원본 문서에서 보존된 문서. 2015년 12월 20일에 확인함.